# Fijumanski dijalekt
Fijumanski dijalekt (fijum. el fiuman, tal. il fiumano) je venetski dijalekt koji se govori u gradu Rijeci. Njegovi se govornici nazivaju Fijumanima i uglavnom se izjašnjavaju kao Talijani. Postoji značajna literarna produkcija na ovome dijalektu (Mario Schittar, Gino Antoni, Oscarre Russi, Egidio Milinovich, Ettore Mazzieri, Mario Schiavato, Tiziana Dabović, Laura Marchig).

## Porijeklo i upotreba
O ovome idiomu stručnjakinje pišu: „(...) u gradu su zasigurno već u 15. st. koegzistirali hrvatski jezik (...) te jedna varijanta venetskoga jezika (...) no s obzirom na povijesne činjenice, tj. da su već u 9. i 10. st. na istočnoj jadranskoj obali mletački trgovci, pomorci i vladini dužnosnici govorili mletačkim, vjerojatno se govorila i ranije“.
„Bilo da je fijumanski dijalekt svojim temeljnim slojem kontinuanta jezika autohtonog romanskog življa s naknadnim naslojem venecijanizama, bilo da je njegova osnovica specifična mješavina talijanskih dijalekata italskih doseljenika od XIII. stoljeća nadalje s kasnijim postupnim venecijanskim jezičnim naslojem, u Rijeci je stoljećima supostojao s riječkom čakavštinom Hrvata (...)“.
O njegovoj širokoj upotrebi u devetnaestostoljetnoj Rijeci svjedoči sljedeći citat iz mađarskog djela Fiume és magyar-horvát tengerpart (Budimpešta, 1900.): „Krenemo li uskim ulicama Staroga grada, na svakom ćemo koraku čuti starice kako na hrvatskom jeziku uvelike ogovaraju neku svoju znanicu ili znanca, a kada se već dobro zahuktaju odjednom započnu ogovaranje na talijanskom jeziku – bolje rečeno na nekome riječko-talijanskom narječju. Navratimo li u kakvu skromnu krčmu, čut ćemo svijet koji uz čašicu vina podjednako govori hrvatski kao i talijanski. Nonice na tržnici, prodavači riba i trgovci lubenicama, jednom riječju ljudi iz naroda nikada se i nigdje ne odriču svojega podrijetla."
Nadalje, riječka pedagoginja Gemma Harasim piše 1909.: "talijanski je jezik (tj. fijumanski) podjednako rasprostranjen gotovo kod svih stanovnika: među Hrvatima naročito, dapače mnogi se od njih služe njime u porodici i društvenome životu, premda su politički opredijeljeni protiv Talijana; talijanski poznaju, doduše nešto slabije i s tvrdim egzotičnim izgovorom, također i gotovo svi Mađari koji su se nama doselili. Prema tome talijanski jezik ostaje zasigurno općim jezikom sviju narodnosti: u mirnim poslovnim odnosima, u razgovorima, u obiteljima, i kao opće pravilo vrijedi da se prigodom susreta Mađara, Hrvata i Talijana kao jezik razmjene upotrebljava talijanski."
Kako je nakon Drugog svjetskog rata većina Fijumana napustila grad, fijumanski je sveden na manjinski jezik, kojim sada govori između 2-5% riječkog stanovništva.

## Primjeri
| Fijumanski | Talijanski | Hrvatski |
| --- | --- | --- |
| (...) El mar inveze el xe movimento, alegria. Ogni stagion, ogni ora del giorno el cambia, el ga un altro color, un altro odor. Non so se anca a voi la aqua dolze la ve fà sto efeto. Mi ancora ogi, non magno pessi de aqua dolze. Solo qualche volta un tochetin de salmon fumigado, de quel color rosa, sul pan nero con un poco de butiro. | (...) Il mare invece è movimento, allegria. Ad ogni stagione, ad ogni ora del giorno, cambia, ha un altro colore, un altro odore. Non so se anche a voi l’acqua dolce faccia questo effetto. Io ancor oggi, non mangio pesci d’acqua dolce. Solo qualche volta un pezzettino di salmone affumicato, di quel color rosa, sul pane nero con un po’ di burro. | (...) More je pak pokret, veselje. U svako doba godine, svakim satom u danu, mijenja se, poprima drugu boju, drugi miris. Ne znam ima li i na vas slatka voda isti učinak. Ja dan danas ne jedem slatkovodne ribe. Samo koji put koji komadić dimljenog lososa, one ružičaste boje, na crnom kruhu, s malo maslaca. |
| Mi son nato a Fiume, in una sofita in via Ciotta numero uno, visavì del Teatro Fenice intel famoso inverno più fredo del secolo (i diseva) 1928/29, con tanta neve, e - de muleto e disemo cussì de giovinoto – go visto come tuti noi a Fiume, robe che le xe oramai storia antica o squasi.                                                   | Io sono nato a Fiume, in una soffitta in via Ciotta numero uno, di fronte al Teatro Fenice, nel famoso inverno più freddo del secolo (dicevano) 1928/29, con tanta neve e – da ragazzino e diciamo, così, da giovanotto - ho visto, come tutti noi a Fiume, cose che sono oramai storia antica o quasi.                                                    | Ja sam rođen u Rijeci, na tavanu u Ciottinoj ulici broj jedan, nasuprot Teatra Fenice, u famoznoj najhladnijoj zimi stoljeća (tako su govorili) 1928./29., uz mnogo snijega, te sam - kao mališan i recimo, tako, kao mladić - vidio, kao i svi mi u Rijeci, stvari koje su već drevna povijest ili skoro.          |